# بهرام شاه الغزنوي
بهرام شاه الغزنوي مجهول تاريخ الميلاد، وتوفي في 1157، وقد حكم الدولة الغزنوية في الفترة من عام 1117 إلى 1157.
بعدما استطاع بهرام شاه فقط النجاة من مذبحة أرسلان شاه. قام بهرام شاه بإنشاء علاقات جيدة مع سلطان السلاجقة أحمد سنجر، وقد أقنعه بمحاربة أرسلان شاه. وقد دخل أحمد سنجر إلى غزنه في 25 فبراير 1117، وعين بهرام شاه حاكما على الغزنويين، وقام بإنشاء معاهدة معه. وقد نصت تلك المعاهدة على أن تُقرأ الخطبة باسم الخليفة العباسي ومن بعده السلطان محمد بن ملكشاه ومن بعهده أحمد سنجر، ومن بعدهم اسمه. بالإضافة إلى قبوله بإعطائه عطية سنوية. ولم يستطع أرسلان شاه هزيمة أحمد سنجر أثناء تركه لغزنه لمساعدة بهرام شاه له. وقُتل في سبتمبر- أكتوبر 1118. وعندما أعلن والي الهند تمرده في 1119 ذهب بهرام إليه وقتله هوا 17 ابن من أبنائه، وأعاد سيطرته على الهند. وعندما خرج بهرام من طاعته لأحمد سنجر، عاد أحمد سنجر إلى غزنه في 1135، وعلى إثر هذا هرب بهرام شاه إلى الهند، واستولى أحمد سنجر على خزينة الدولة. إلا أن بهرام عندما أعلمه بأنه سيطيعه من جديد عاد مرة أخرى إلى العرش.
فسدت العلاقات الغزنوية الغورية عندما إشتبه في موت حاكم غوري إلتجأ إلى غزنه عندما كان هناك صراع على العرش بين الغوريين. وعلى إثر هذا قام الغورييون بالسيطرة على غزنه في سبتمبر-أكتوبر 1148. وقد إبتعد العزنويون عن المدينة وأرسل رسالة سرية إلى بهرام شاه، إلا أنه هُزم عندما واجه الغوريين وهرب إلى الهند. وفي عام 1151 قام الغورييون بنهب مدينة غزنه وإتلافها بشكل كبير، وفي عام 24 يونيو 1152 قام أحمد سنجر بهزيمة الغوريين، وعندما انسحب الغوريون من المدينة عاد بهرام شاه إليها مرة أخرى. وقد تُوفي بهرام شاه في بدايات عام 1157 في غزنه. وقد جاء إبنه حوسرف شاه خلفًا له.